# Eberhard von der Recke (Kammerherr)
Eberhard Freiherr von der Recke (* 4. Mai 1847 in Merseburg; † 4. Juni 1920 in Dresden) war ein preußischer Verwaltungsjurist, Landrat sowie Regierungspräsident in Köslin (1893–1898) und Merseburg (1898–1909).

## Familie
Eberhard war der dritte Sohn von Adolph Freiherr von der Recke (1809–1883) und Wilhelmine Edle von der Planitz (1823–1881). Er vermählte sich am 4. Oktober 1879 in Vitzenburg mit Anna Elisabeth Gräfin von der Schulenburg (1858–1938). Aus der Ehe gingen drei Kinder hervor: Joachim (1880–1937), vermählt mit Luise von Düring (1881–1954), Wilhelmine (1881–1975), vermählt mit Kraft Freiherr von Bodenhausen (1871–1952) und Anna Maria (1883–1963), verheiratet mit Heinrich Freiherr von Schlotheim (1874–1914).

## Leben
Er war seit 1867 Mitglied des Corps Saxonia Göttingen.
Er begann 1871 als Gerichtsreferendar in Frankfurt (Oder) und Naumburg (Saale). Es folgten Tätigkeiten als Gerichtsassessor und Staatsanwaltsgehilfe in Breslau. Als Landrat wirkte er im Landkreis Querfurt, Provinz Sachsen von 1876 bis 1888. Ab 1888 diente Freiherr von der Recke als diensttuender Kammerherr der deutschen Kaiserin Auguste Viktoria. Eberhard Freiherr von der Recke war Rechtsritter des Johanniterordens. 

## Auszeichnungen
- Ernennung zum Wirklichen Geheimen Rat[3]